# Cleistanthus ripicola
Cleistanthus ripicola är en emblikaväxtart som beskrevs av J.Leonard. Cleistanthus ripicola ingår i släktet Cleistanthus och familjen emblikaväxter. Inga underarter finns listade i Catalogue of Life.